# Hilaria (święto)
Hilaria – radosne święto religijne w starożytnym Rzymie, związane z kultem Kybele-Attisa i Izydy-Ozyrysa.
W dniu 25 marca wesoło świętowano zmartwychwstanie Attisa jako symbol odrodzonej nadziei. W dniu 3 listopada miało miejsce radosne upamiętnienie ożywienia martwego Ozyrysa przez Izydę. 